# (8382) Mann
(8382) Mann (1992 SQ26) – planetoida z pasa głównego asteroid okrążająca Słońce w ciągu 4,22 lat w średniej odległości 2,61 au. Odkryta 23 września 1992 roku.